# هماتیت
هماتیت (به انگلیسی: Hematite) که به معنی «خون قرمز» است، در متن‌های کهن فارسی به نام شادنه، شادنج، حجرالدم، حجر هندی، آهن چینی، حجرالطور و شابانگ آمده است، با فرمول شیمیایی (Fe2O3) از مجموعه کانی هاست و محلول در اسید کلریدریک تغلیظ شده - با آب و اسید کلریدریک تمیز می‌شود. و از نظر ترکیب شاملFe:69.94% O:۳۰٫۰۶٪ با انکلوزیون‌های Mn,Al,Ti است.

## ویژگی‌ها
از نظر شکل بلور: فلسی - دانه‌ای - توده‌ای - نودولار - شعاعی بوده و دارای طیف رنگی قهوه‌ای، قرمز خاکستری، سیاه و شفافیت: نیمه شفاف - کدر مانند (اپاک) است. از نظر شکستگی به صورت صدفی و دارای جلا: فلزی - مات است. از نظر سیستم تبلور رمبوئدریک و هگزاگونال و در رده‌بندی اکسید است و منشأ تشکیل آن ماگمائی- هیدروترمال است.

## کنارزایی
همایند کانی‌شناسی (پارانژ) آن گوتیت - لیمونیت - پیروفانیت -ایلمنیت -مگنتیت - کرومیت- سیدریت- لیمونیت- مگنتیت- پیریت- کوارتز و غیردگرگونی - رسوبیاالیت - پسودومرف. و برش سنگ آن به صورت سنگ ظریف تحت عنوان حدید در زینت آلات مصرف می‌شود.

## کاربردها
از کاربرد آن می‌توان به رنگ سازی و تولید ضدزنگ و استخراج کانی‌های دیگر اشاره نمود. از نظر ژیزمان شکننده و فلسی - پهن و کوتاه - رومبوئدری - ماکل فراوان است.

## فراوانی
هماتیت بیشتر در آلمان، اتریش، ایتالیا، سوئد، انگلستان، کانادا، استرالیا، لیبریا، برزیل، روسیه و جزیره هرمز در ایران یافت می‌شود.
رنگ سرخ مریخ که آن را به سیاره سرخ یا بهرام مشهور نموده به دلیل وجود این کانی و بازتاب نور خورشید در شبکه بلوری‌اش است. این موضوع از طریق مدارگرد اودیسه به اثبات رسید.

## کارخانه تولید و بازیابی هماتیت در ایران
در حال حاضر، بزرگ‌ترین کارخانه بازیابی و تولید کنسانتره هماتیت در ایران در منطقه صنعتی و معدنی گل‌گهر و در سایت شرکت کاویان گهر مستقر است. شرکت پی و پل جنوب به‌عنوان پیمانکار حمل مواد معدنی و شرکت گهر روش سیرجان به‌عنوان پیمانکار فرآوری فعالیت می‌کنند، که این مجموعه بالغ بر ۸۰۰ نفر را به صورت مستقیم و غیرمستقیم اشتغال‌زایی نموده است.